# St. Joseph (Solingen)
St. Joseph ist eine denkmalgeschützte römisch-katholische Pfarrkirche im Stadtteil Ohligs der nordrhein-westfälischen Großstadt Solingen. Sie gehört zur katholischen Pfarrgemeinde St. Sebastian im Erzbistum Köln.

## Geschichte und Ausstattung

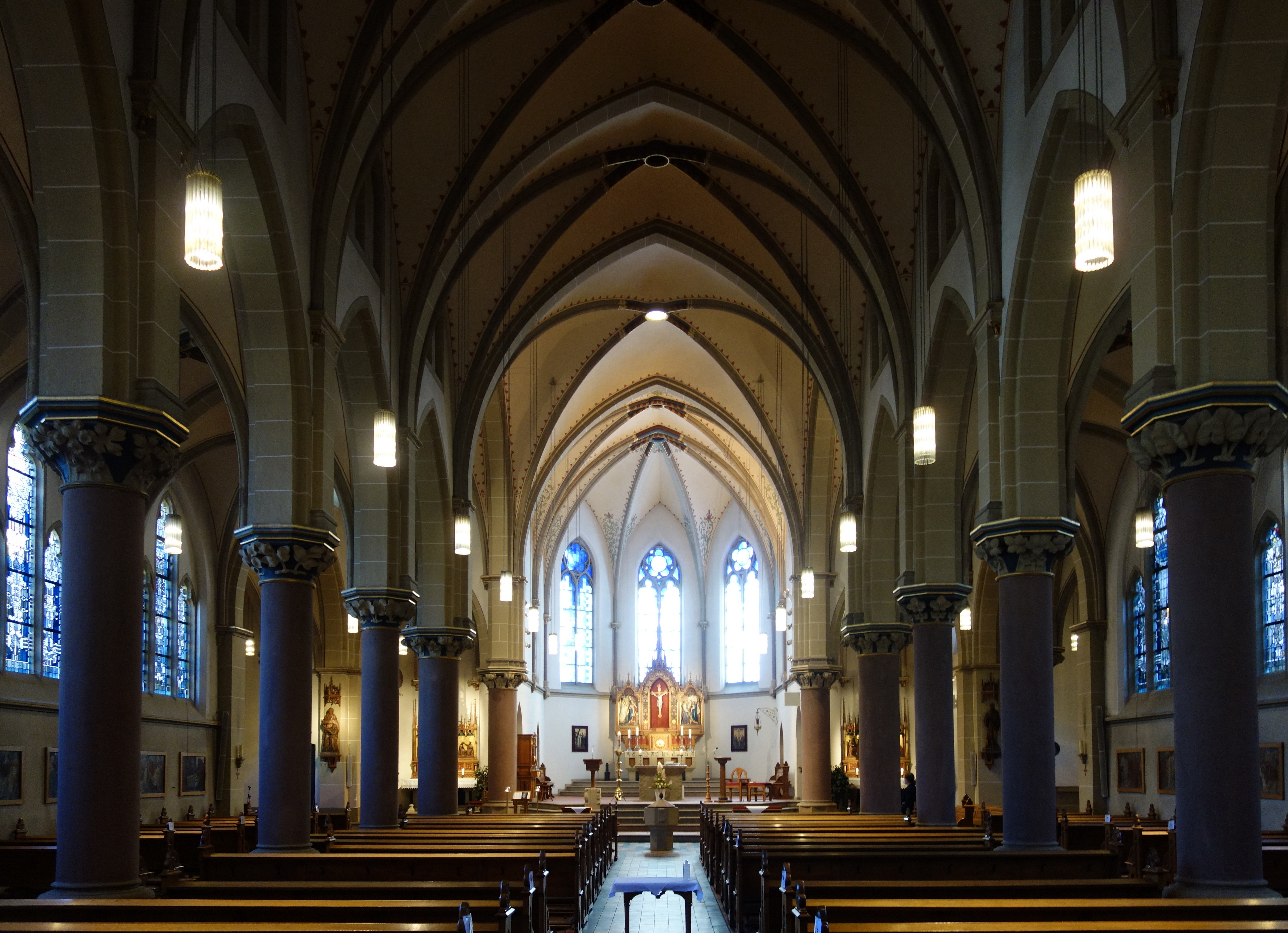
Innenraum mit Blick auf den Chor

Die Anfänge der Solinger Gemeinde St. Joseph reichen bis in die Mitte des 19. Jahrhunderts zurück. Die Katholiken im Gebiet der sog. Scharrenbergerheide, einem Wohnplatz der Bürgermeisterei Merscheid im Solinger Stadtteil Ohligs, gehörten damals zur Pfarrgemeinde St. Katharina in Wald.
Der Grundstein für die katholische Kirche zu Scharrenbergerheide wurde am 27. Juni 1858 gelegt. Geweiht wurde sie am 25. November 1862. Kirchenpatron wurde der Heilige Joseph. Zum Zeitpunkt der Einsegnung zählte die Gemeinde nur 750 Gläubige.
Kirchenrechtlich war St. Joseph noch keine selbständige Pfarrei, sondern unterstand zunächst der Kirchengemeinde und dem Kirchenvorstand von St. Katharina. Dennoch durften 1864 die Gläubigen in St. Joseph die Gottesdienste am Karfreitag und Karsamstag feiern und die Osterkommunion empfangen.
Inzwischen wuchs die Zahl der Gemeindemitglieder schnell an, von 1293 im Jahr 1871 auf 2263 im Jahr 1883. Deshalb beantragte 1885 die Kapellengemeinde Scharrenbergerheide die Erhebung zur offiziellen selbständigen Pfarrei im Sinne des Kirchenrechts, was am 27. Oktober 1887 durch den damaligen Kölner Erzbischof Philipp Krementz urkundlich bestätigt wurde.
Am 21. April 1891 fand die Grundsteinlegung für eine neue Kirche statt, da der bisherige Bau für die weiter angewachsene Gemeinde zu klein geworden war. Die Baupläne stammten von den Kölner Architekten Ross und Knauth. Mit der Bauleitung wurde Heinrich Wüller aus Ohligs beauftragt.
Architektur und Ausstattung der neuen Kirche sind neugotisch. Die fünf Portale sind mit Werksteinen verziert. Jeweils aus einem einzigen Stück sind die drei Meter hohen Säulen gefertigt, deren Kapitelle mit floralen Motiven verziert sind. Der neue Altar wurde von dem deutschen Bildhauer Henryk Dywan gestaltet.
Die Einsegnung der Kirche fand am 19. März 1893, dem Fest des Pfarr- und Kirchenpatrons, statt. Der etwa 27 Meter hohe Kirchturm wurde 1894 fertig gestellt.
1938 wurde der Chorraum nach Plänen des Architekten Bernhard Rotterdam umgestaltet und 1940 mit Mosaikbildern des Düsseldorfer Künstlers Albert Diemke versehen.
In den Jahren 1955 und 1956 wurde der Innenraum erneuert und die Sakristei neu ausgestattet. Außerdem wurde 1956 und 1957 ein Taufraum mit einem Taufstein ausgestaltet. Eine weitere Innenerneuerung fand 1962 statt.
Bei umfangreichen Renovierungsmaßnahmen im Jahre 1987 wurden im neugotischen Kreuzrippengewölbe Deckenverzierungen entdeckt, die zwischenzeitlich durch eine weiße Farbschicht übertüncht worden waren.

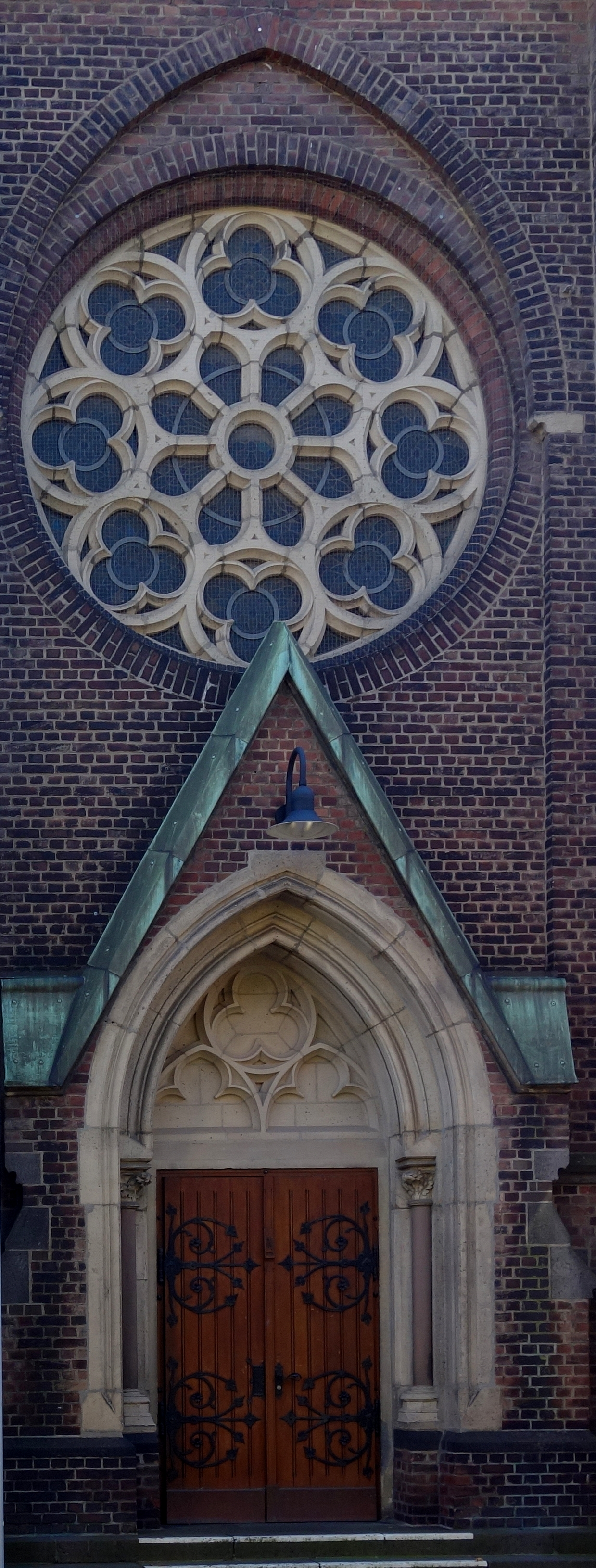
Portal mit Rosetten-fenster
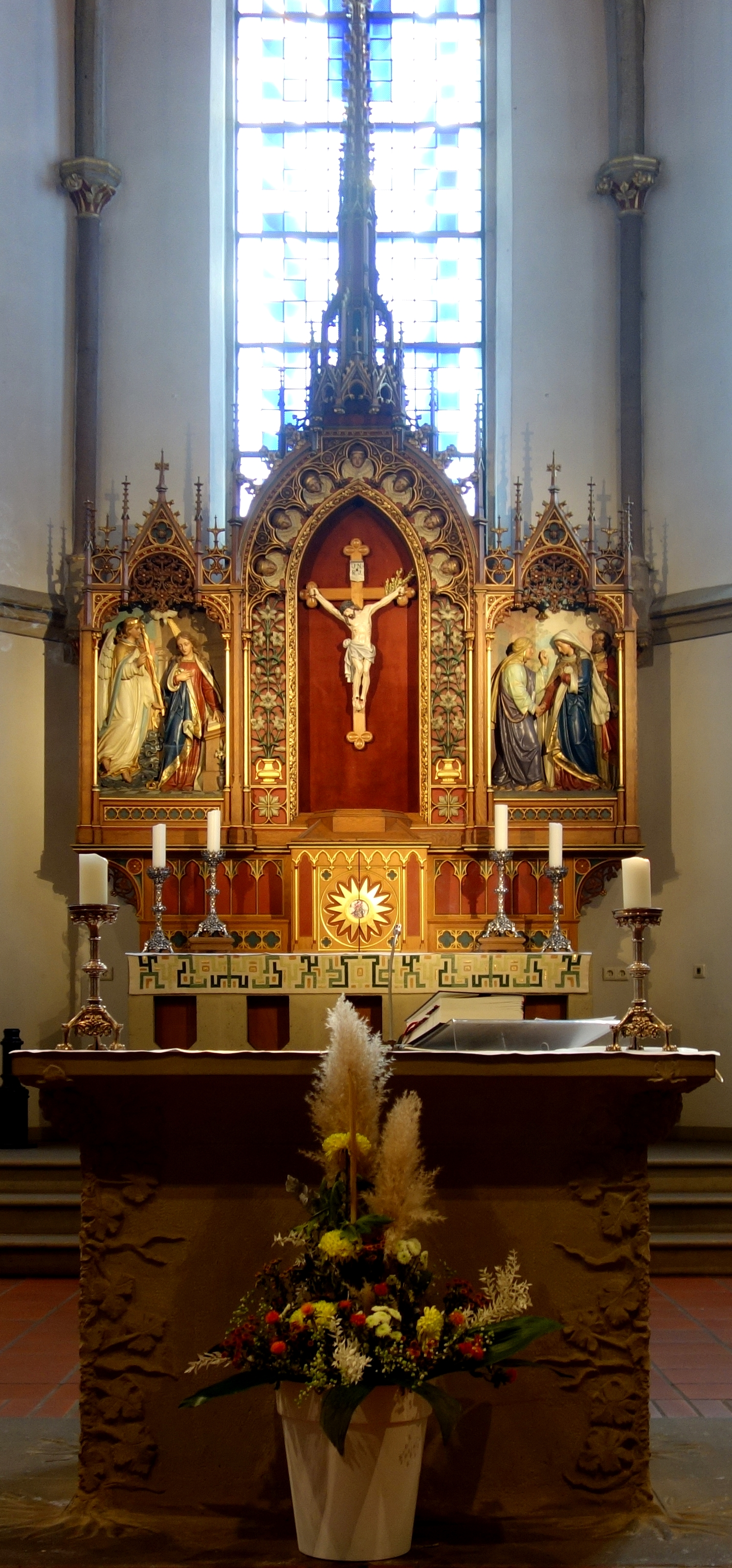
Hauptaltar
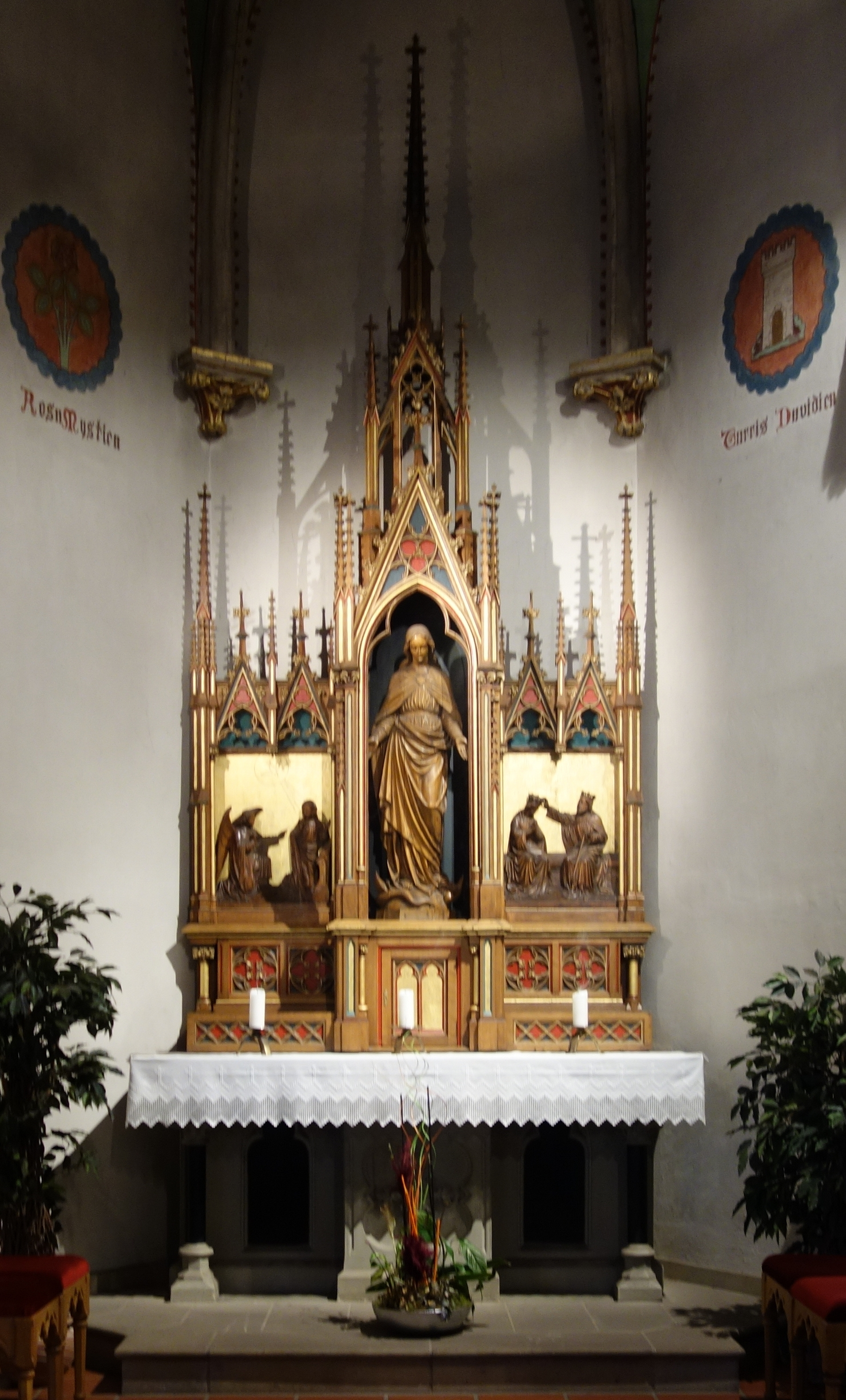
Linker Seitenaltar
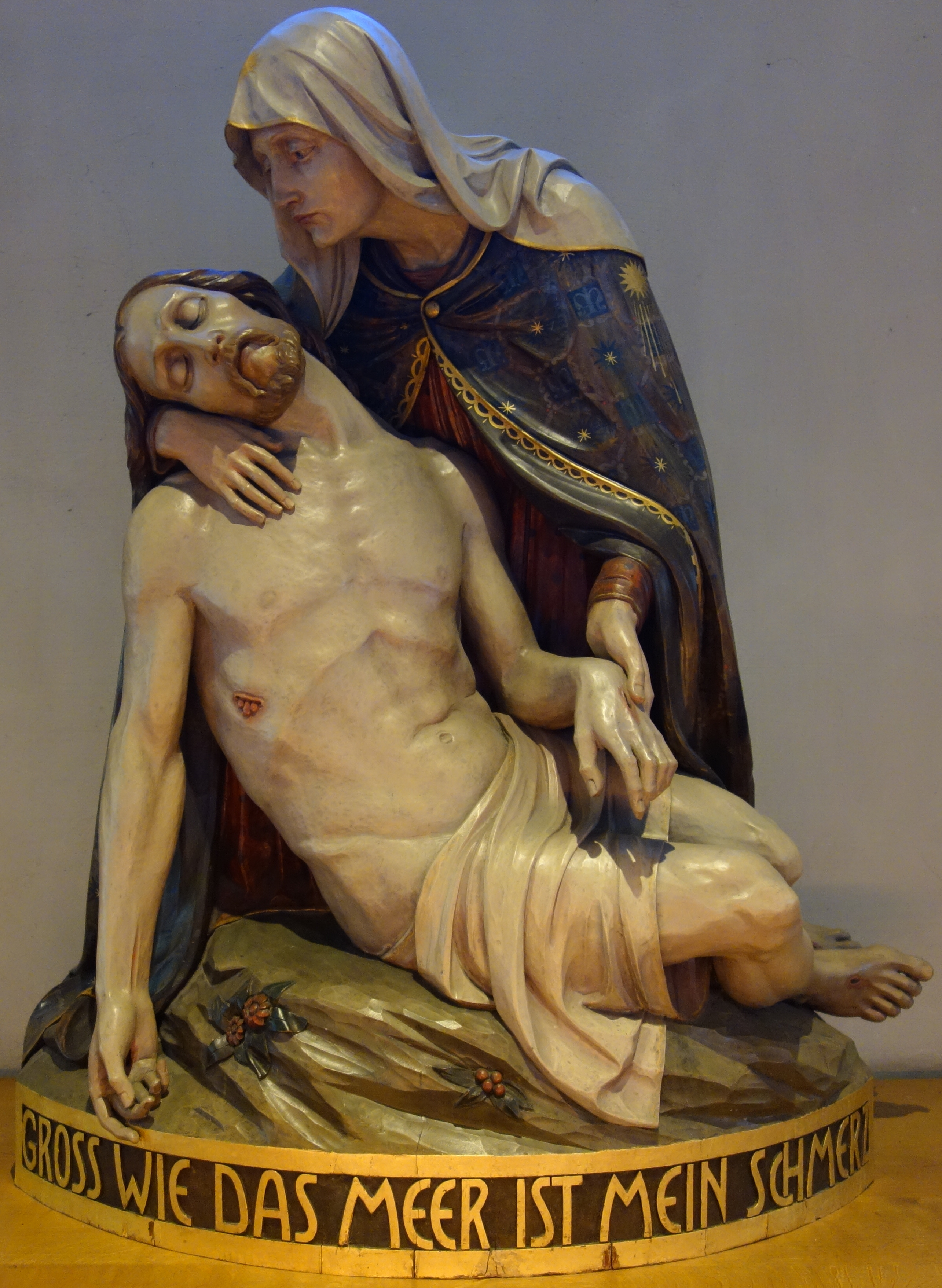
Pietà
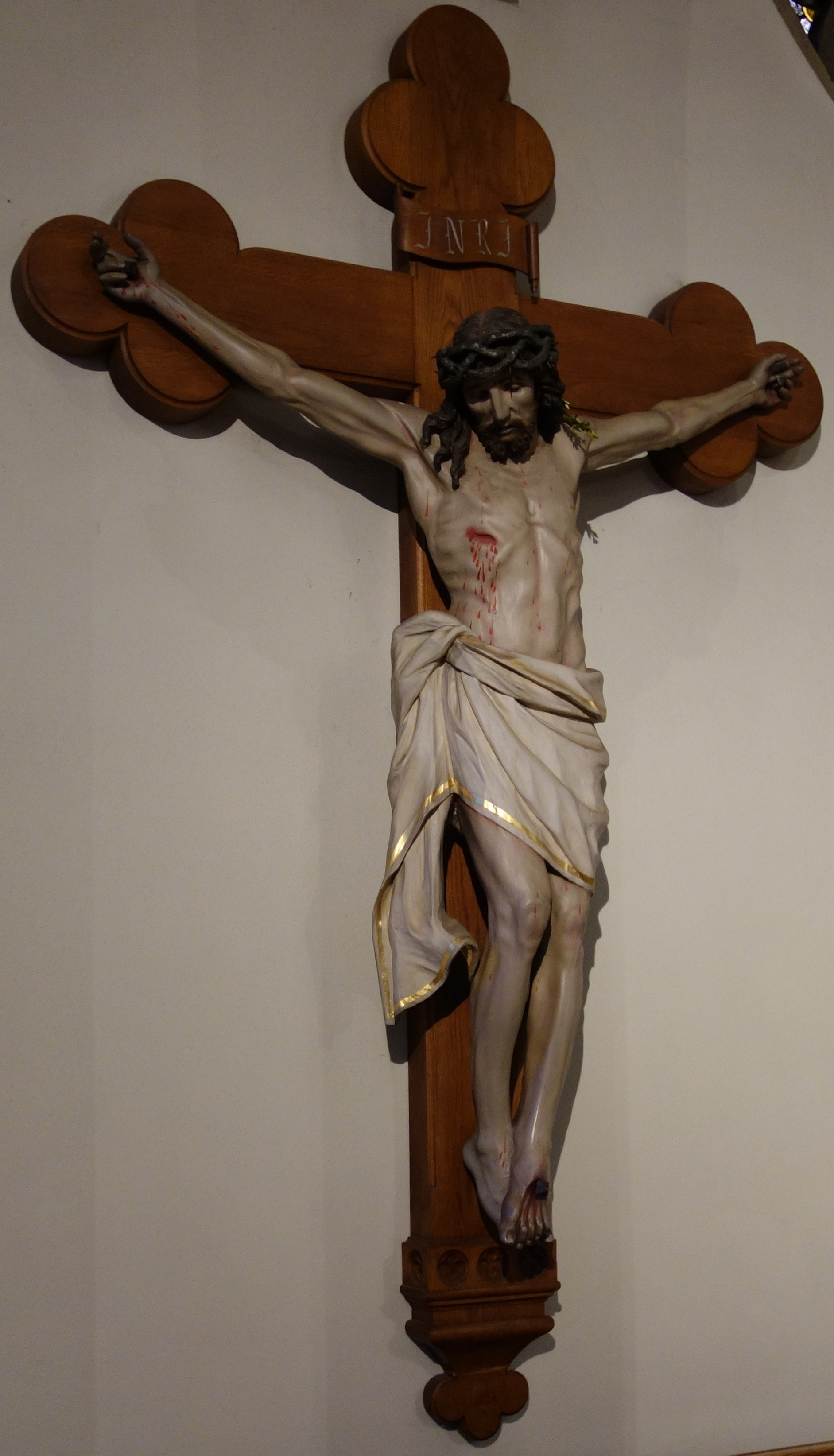
Kruzifix
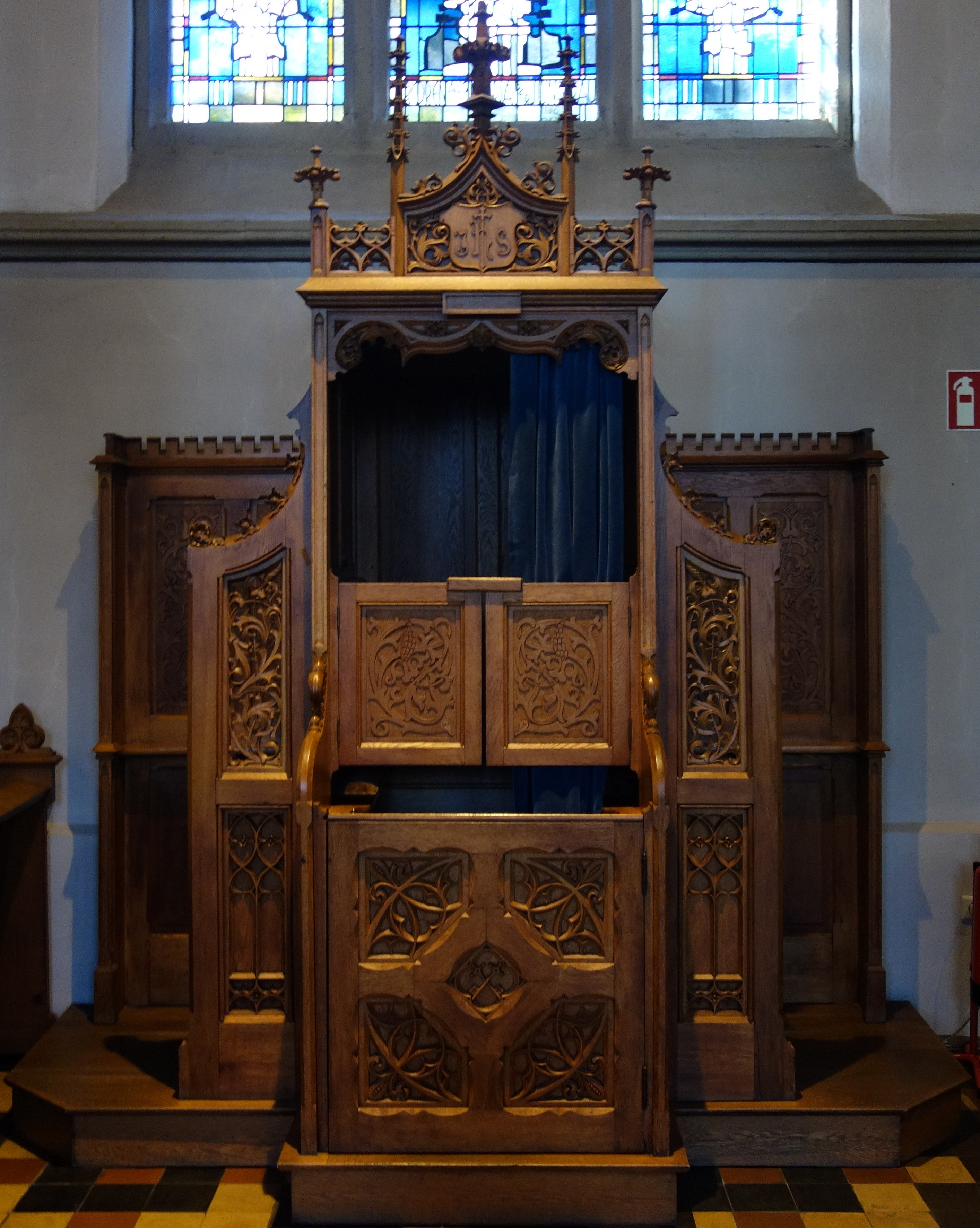
Beichtstuhl
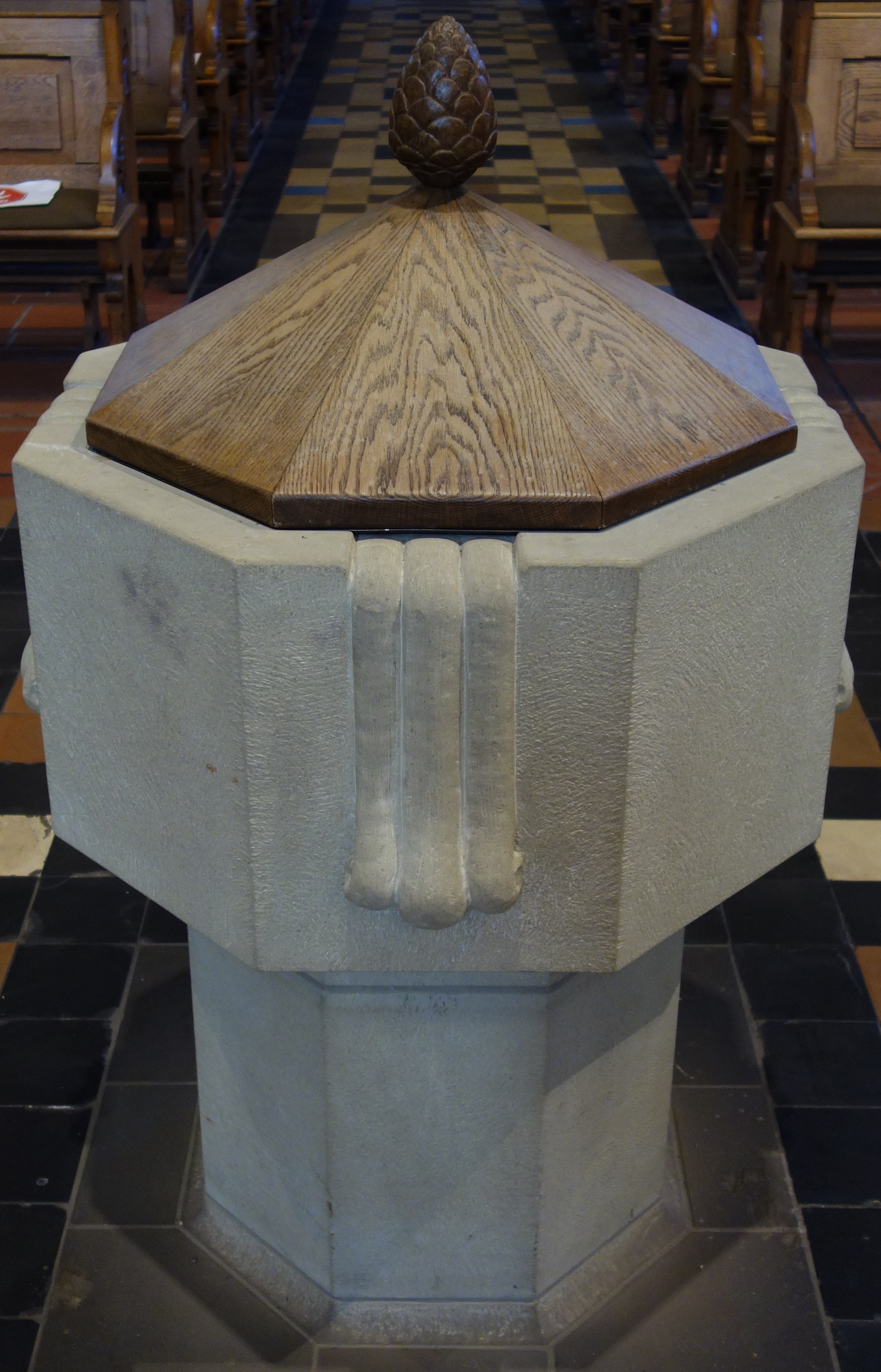
Taufstein

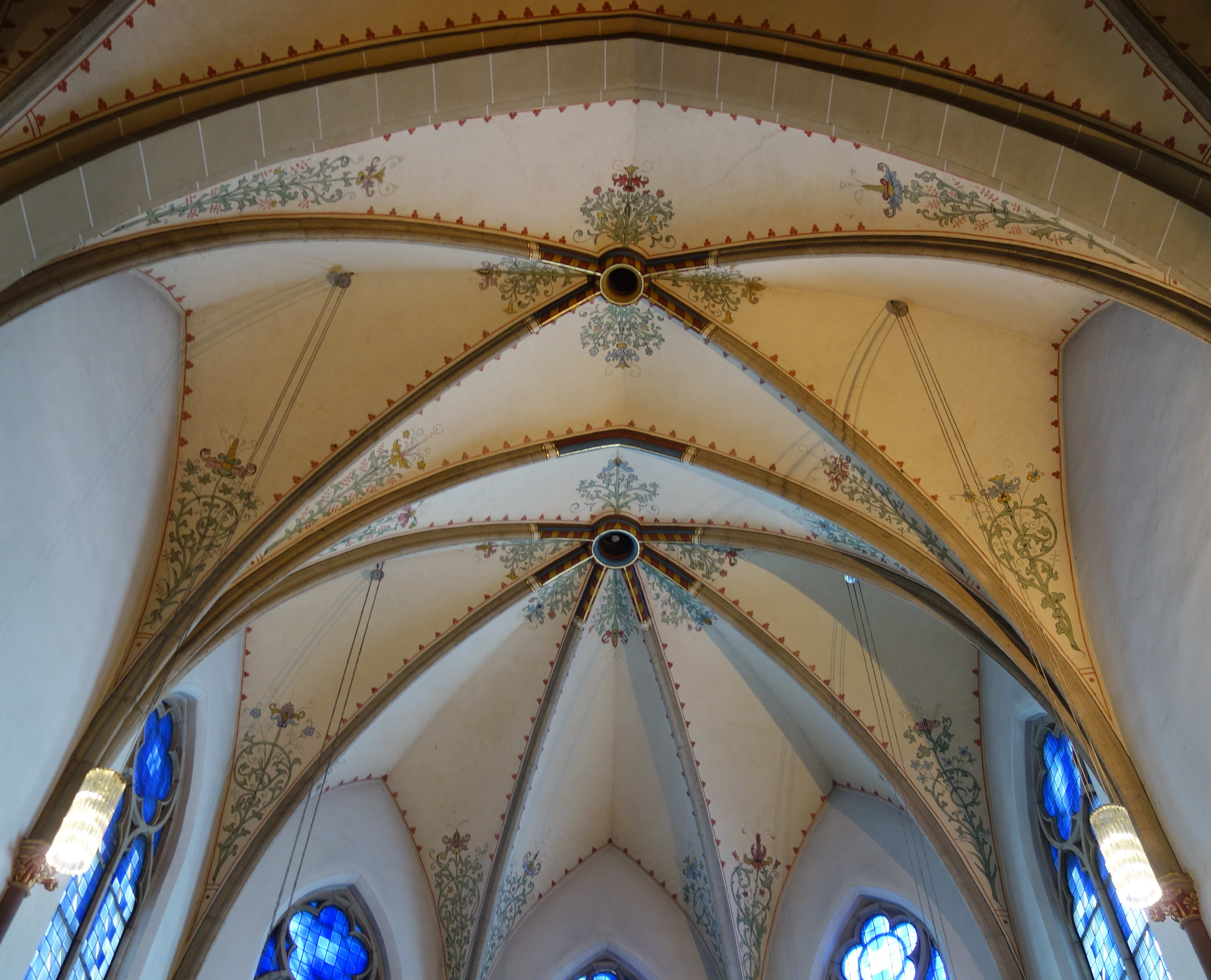
Kreuzgewölbe mit Deckenverzierungen
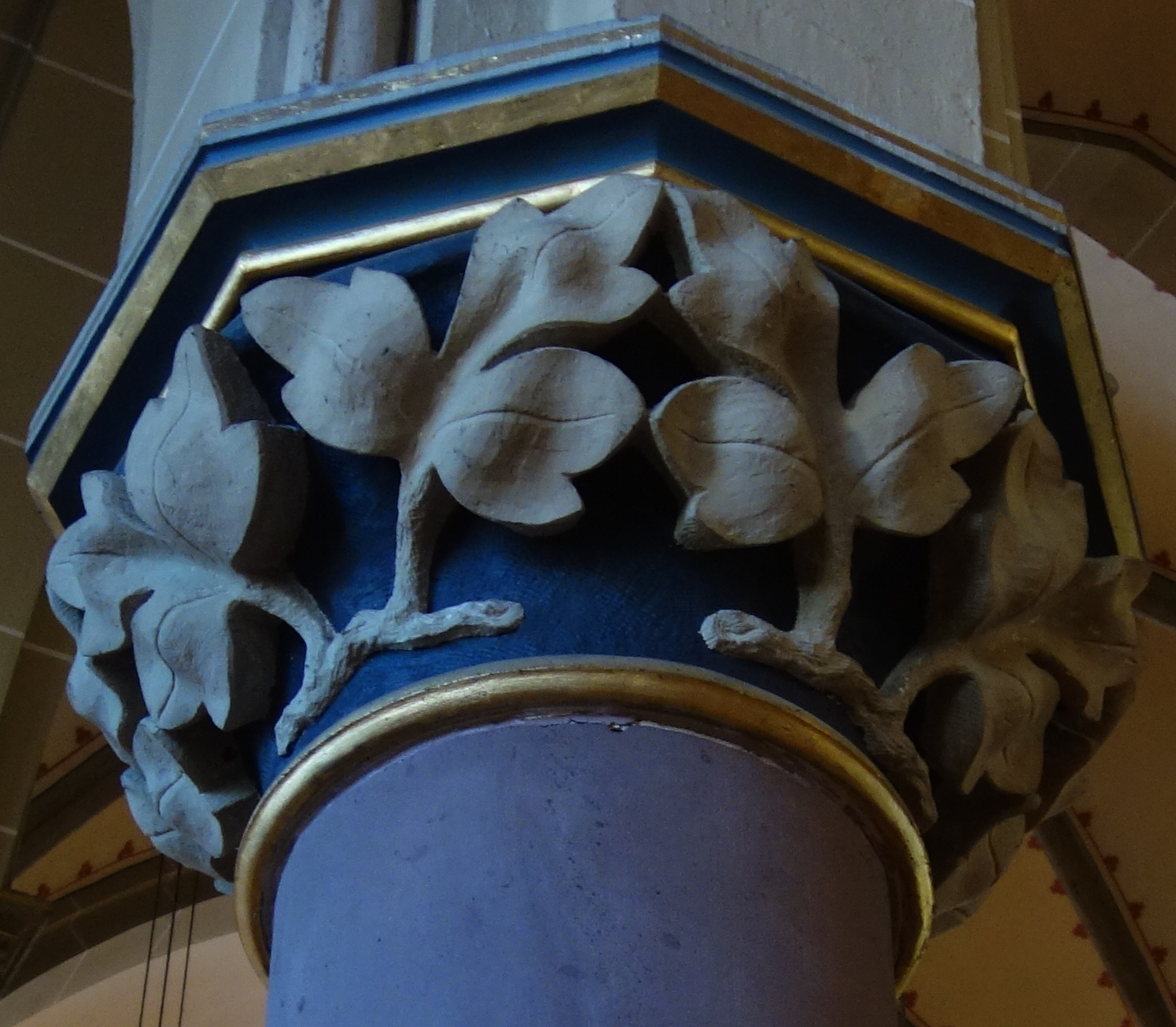
Säulenkapitell
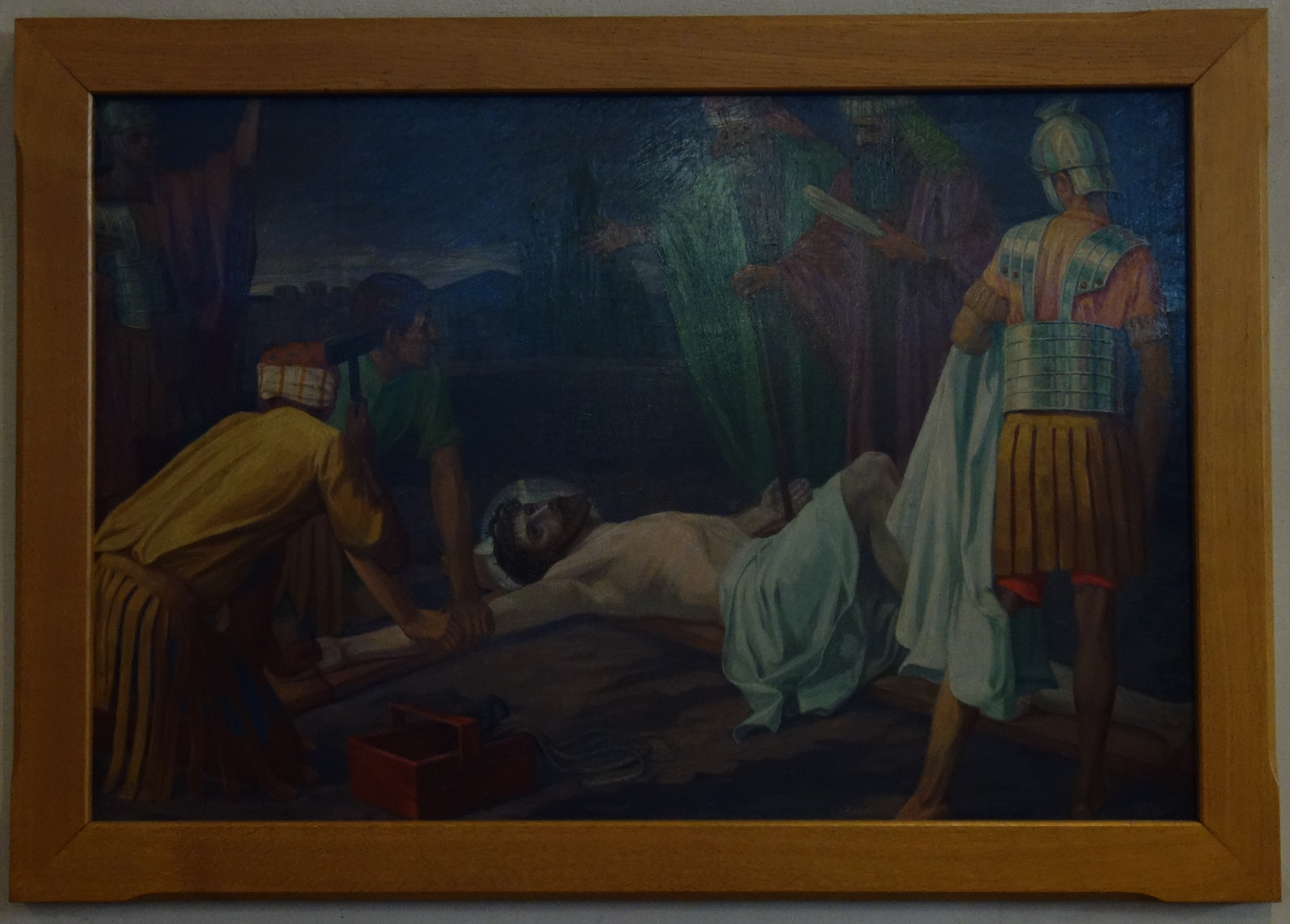
Kreuzwegstation

## Kirchenfenster
- Die fünf Bleiglasfenster im Chor mit Schwarzlotmalereien auf Opalglas aus dem Jahre 1998 stellen ornamentale Kompositionen des Düsseldorfer Glaskünstlers Jochem Poensgen dar, von dem auch das Fenster im Seitenchor stammt.
- Die drei Bleiglasfenster im Querschiff zeigen Schwarzlotmalereien auf Antikglas. Zwei der drei Fenster stellen ornamentale Kompositionen dar und wurden 1893 von einem unbekannten Künstler geschaffen, eines davon ist ein Rosettenfenster. Das dritte Fenster von 1954 beinhaltet das Symbol der Dreifaltigkeit und stammt von Albert Ferdinand Diemke, ebenso wie das Fenster im Schiff über der Seitentür, welches eine Taube als Symbol des Heiligen Geistes darstellt.
- Die zwölf bläulich-getönten Bleiglasfenster im Seitenschiff mit Schwarzlotmalereien auf Antikglas wurden 1974 von dem deutschen Kirchenkünstler Ernst Jansen-Winkeln kreiert. Sie stellen in ihrer Gesamtheit das apostolische Glaubensbekenntnis dar.
- Die vier Bleiglasfenster im und über dem Seiteneingang sowie im Turmeingang und über dem Eingangsportal zeigen Ornamente auf Kathedralglas und sind Werke aus der Glasmalerei Oidtmann, die in den Jahren 2004 und 2005 entstanden.
- Das Bleiglas-Rosettenfenster im Turm zeigt Ornamente auf Kathedralglas und wurde um 1893 von einem unbekannten Künstler geschaffen.[4]

## Orgeln

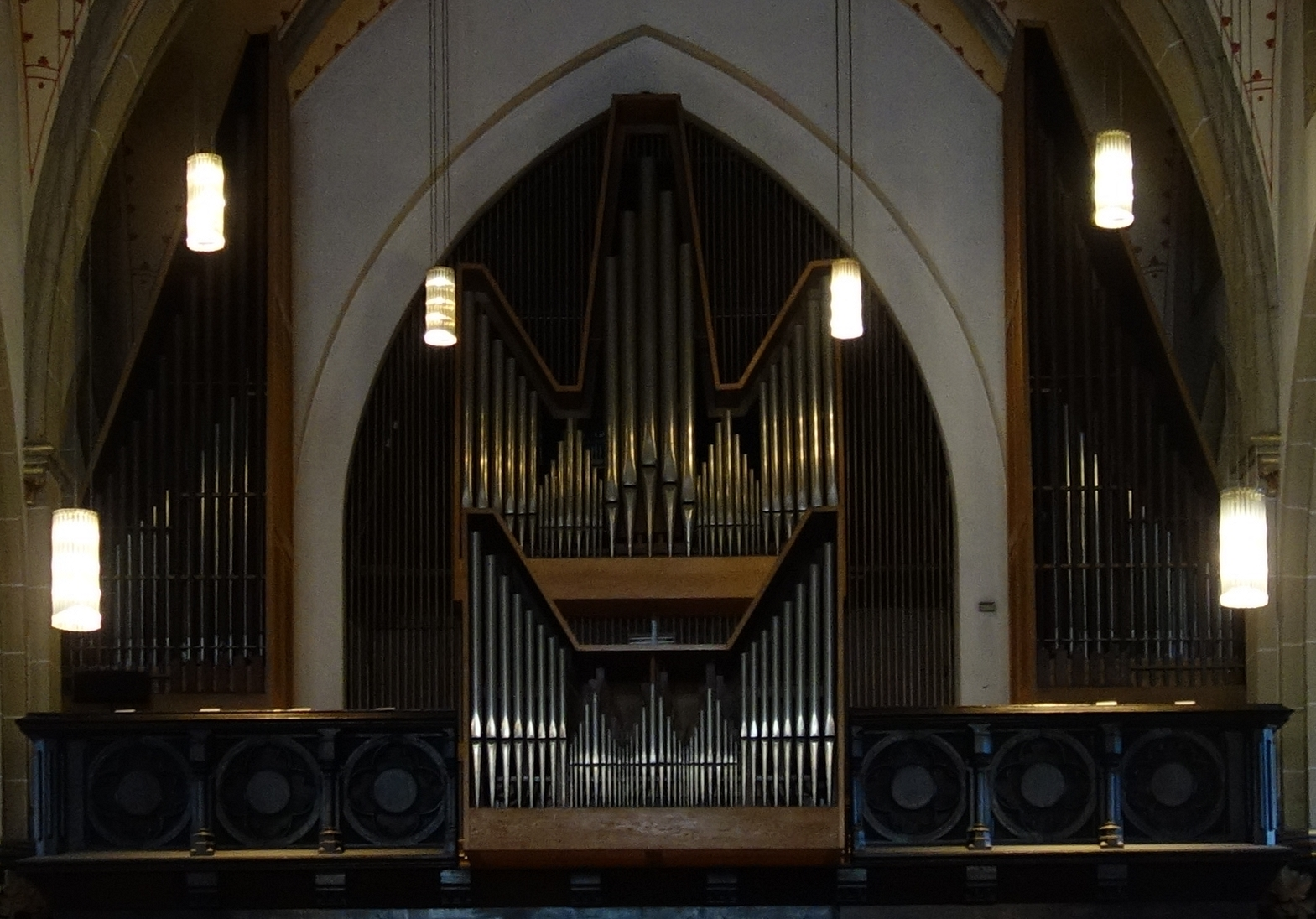
Orgel

- Die Hauptorgel von St. Joseph wurde im Jahr 1904 von der Bonner Werkstatt Johannes Klais Orgelbau als Opus 272 erbaut, damals mit 26 Registern auf zwei Manualen und Pedal. In den Jahren 1966/67 wurde die Orgel von Klais tiefgreifend umgebaut und 2005 renoviert, wobei die Disposition geändert wurde. Heute verfügt das Instrument über 29 Register.[5]
- Die Chororgel wurde im Jahr 1955 von der Orgelbaufirma Flentrop Orgelbouw in Zaandam, Niederlande gebaut. Sie verfügt über acht Register auf einem Manual und Pedal. Sie wurde im Januar 2024 in St. Joseph aufgestellt und im Februar eingeweiht.
- Schließlich ist noch ein Orgelpositiv vorhanden, das aus der Freiburger Orgelbau Hartwig und Tilmann Späth stammt und über drei Register verfügt.

## Glocken
Im Kirchturm hängt ein vierstimmiges Glockengeläut aus Eisenguss, das 1923 von der Gießerei Ulrich & Weule hergestellt wurde.
| Glocke | Name           | Masse   | Durchmesser | Schlagton |
| ------ | -------------- | ------- | ----------- | --------- |
| 1      | Herz Jesu      | 2600 kg | 1837 mm     | cis′-2    |
| 2      | Totenglocke    | 1500 kg | 1542 mm     | e′-3      |
| 3      | Maria          | 1100 kg | 1360 mm     | fis′-3    |
| 4      | Friedensglocke | 0700 kg | 1200 mm     | gis′-8    |

## Denkmalschutz
Die Pfarrkirche St. Joseph wurde am 8. Dezember 1986 unter der Nummer 687 in die Liste der Baudenkmäler in Solingen-Ohligs eingetragen.